# Lilioceris tibialis
Lilioceris tibialis là một loài bọ cánh cứng trong họ Chrysomelidae. Loài này được Villa miêu tả khoa học năm 1838.